# Dogo argentino
För andra betydelser, se Dogg.
Dogo argentino är en hundras från Argentina. Den avlades fram på 1920-talet av Antonio Nores Martínez i provinsen Córdoba. Redan år 1928 skrev han en rasstandard. Avsikten var först att få fram en kamphund, men inriktningen ändrades till jakt på puma, jaguar och vildsvin (som är inplanterade i Argentina). Senare har rasen framförallt varit vakthund och sällskapshund.
Aveln började med en lokal kamphund från Cordoba som korsades med nio andra raser: mastin español, grand danois, engelsk bulldogg, bullterrier, boxer, pyrenéerhund, pointer, irländsk varghund och dogue de bordeaux. År 1947 beskrev Martínez, som då blivit doktor, den nya rasen i en artikel i en argentinsk tidskrift.
År 1964 erkändes rasen av den argentinska kennelklubben och år 1973 av Fédération Cynologique Internationale (FCI).
Hundrasen är förbjuden i Storbritannien och Norge.